# Еді Кайнбергер
Едуард Кайнбергер (нім. Eduard Kainberger), відоміший під прізвиськом Еді Кайнбергер (нім. Edi Kainberger, 20 листопада 1911, Зальцбург — 7 березня 1974, Зальцбург) — австрійський футболіст, що грав на позиції воротаря. Найбільш відомий за виступами у складі збірної Австрії, у складі якої став срібним призером Олімпійських ігор 1936 року.

## Біографія
На клубному рівні Еді Кайнбергер захищав ворота клубу зі свого рідного міста «Зальцбургер АК». У 1936 році Кайнбергер грав у складі збірної Австрії на Олімпійських ігор 1936 року в Берліні. Він захищав ворота збірної й у скандальному матчі зі збірною Перу, який перуанці виграли з рахунком 4-2, але пізніше південноамериканцям зарахували поразку через вибігання на поле вболівальників та поведінку запасних гравців; та у фінальному матчі, який австрійці програли збірній Італії, та отримали лише срібні нагороди.
Помер Еді Кайнбергер у 1974 році в Зальцбурзі.

## Титули і досягнення
- Срібний олімпійський призер: 1936